# 查爾克農場站
查爾克農場站（英語：Chalk Farm tube station）是倫敦地鐵的一個車站，位於卡姆登區的康登鎮附近，是北線埃奇韋爾支線的車站。查爾克農場站位於倫敦第2收費區。車站開通於1907年6月2日。